# Das boshafte Spiel des Dr. Fu Man Chu
Das boshafte Spiel des Dr. Fu Man Chu ist eine Filmkomödie aus dem Jahr 1980. Es ist der letzte Film der Schauspieler Peter Sellers und David Tomlinson. Die britisch-amerikanische Koproduktion kam am 19. Dezember 1980 in die deutschen Kinos.

## Handlung
Dr. Fu Man Chu feiert seinen 168. Geburtstag. Doch als er einen Trank zu sich nehmen will, der sein Leben verlängern soll, wird dieser von einem seiner Diener durch ein Missgeschick verschüttet. Ihm bleibt nicht mehr viel Zeit, die Zutaten für einen neuen Trank zu beschaffen. Da zu den Zutaten auch Bestandteile des englischen Kronschatzes gehören, gerät er in Konflikt mit der Polizei. Diese sucht Rat bei dem im Ruhestand lebenden Inspektor Nayland Smith, einem alten Widersacher von Fu Man Chu.
Der Film endet damit, dass Dr. Fu Man Chu ein neues Lebenselixier herstellt, das sein Leben nicht nur verlängert, sondern ihn auch noch verjüngt. Die Vertreter von FBI und Scotland Yard erhalten die gestohlenen Gegenstände zurück.

## Hintergründe
- Während der Vorproduktion führte Richard Quine Regie. Bei Drehbeginn übernahm diesen Part Piers Haggard, der dann während der Produktion wiederum von Peter Sellers abgelöst wurde.
- Burt Kwouk, der in den Filmen der Pink-Panther-Reihe Clouseaus Diener Cato verkörperte, spielte hier die Rolle des Dieners, der zu Beginn des Films das Lebenselixier verschüttet. Sein Erscheinen kommentiert der von Sellers verkörperte Fu Man Chu mit „Du bist mir bekannt“.
- Helen Mirren singt in dem Film den Titel Daddy Wouldn’t Buy Me a Bow Wow.

## Kritiken
- „(…) Obwohl von Peter Sellers in der Doppelrolle gut gespielt, lassen die Ideenarmut, das fehlende Tempo, die einfallslose Inszenierung und die mageren Leistungen der übrigen Darsteller rasch Langeweile aufkommen.“ (Lexikon des internationalen Films)[3]